# Botwood
Botwood est une ville située sur l'île de Terre-Neuve dans la province de Terre-Neuve-et-Labrador au Canada. La population y était de 3 052 en 2006.

## Climat
| Mois                                  | jan.     | fév.       | mars      | avril    | mai       | juin      | jui.    | août      | sep.      | oct.      | nov.     | déc.       | année          |
| ------------------------------------- | -------- | ---------- | --------- | -------- | --------- | --------- | ------- | --------- | --------- | --------- | -------- | ---------- | -------------- |
| Température minimale moyenne (°C)     | −12,4    | −12,9      | −8,1      | −2       | 2,5       | 6,9       | 11,4    | 11,2      | 7,3       | 2,6       | −1,9     | −8,2       | −0,3           |
| Température moyenne (°C)              | −7,5     | −8,1       | −3,6      | 2,1      | 7,5       | 12,4      | 17      | 16,5      | 12        | 6,6       | 1,5      | −4,3       | 4,3            |
| Température maximale moyenne (°C)     | −2,9     | −3,4       | 0,9       | 6,2      | 12,4      | 17,9      | 22,5    | 21,7      | 16,7      | 10,5      | 4,9      | −0,4       | 8,9            |
| Record de froid (°C) date du record   | −30 1938 | −36,7 1975 | −30 1990  | −19 1994 | −6,7 1976 | −2,8 1973 | 0 1974  | −1,1 1937 | −4,4 1972 | −8 1984   | −16 1978 | −28,9 1972 | −36,7 4/2/1975 |
| Record de chaleur (°C) date du record | 13 1983  | 13 1981    | 15,5 1979 | 24 1986  | 28 1988   | 33 1988   | 35 1975 | 36,7 1976 | 29,4 1942 | 26,1 1938 | 20 1942  | 13,9 1973  | 36,7 22/8/1976 |
| Précipitations (mm)                   | 83,8     | 74,8       | 74,1      | 64       | 73,2      | 88        | 76,8    | 96,8      | 91,9      | 106,1     | 78,6     | 78,4       | 986,4          |
| dont neige (cm)                       | 56,3     | 57         | 43,5      | 17,8     | 2,1       | 0,5       | 0       | 0         | 0         | 2,5       | 16,2     | 44,3       | 240,1          |
| Nombre de jours avec précipitations   | 11,5     | 11         | 11        | 10,5     | 12,8      | 13,3      | 13,9    | 12,1      | 14,1      | 16        | 12,5     | 12,4       | 150,9          |
| Nombre de jours avec neige            | 8,5      | 8,6        | 6,7       | 3,3      | 0,57      | 0,08      | 0       | 0         | 0         | 0,7       | 2,9      | 7,5        | 38,9           |

| Diagramme climatique                                  |               |             |         |             |           |              |              |             |              |             |              |
| J                                                     | F             | M           | A       | M           | J         | J            | A            | S           | O            | N           | D            |
| −2,9−12,483,8                                         | −3,4−12,974,8 | 0,9−8,174,1 | 6,2−264 | 12,42,573,2 | 17,96,988 | 22,511,476,8 | 21,711,296,8 | 16,77,391,9 | 10,52,6106,1 | 4,9−1,978,6 | −0,4−8,278,4 |
| Moyennes : • Temp. maxi et mini °C • Précipitation mm |               |             |         |             |           |              |              |             |              |             |              |

## Annexe